# تابلوی پیام‌متغیر

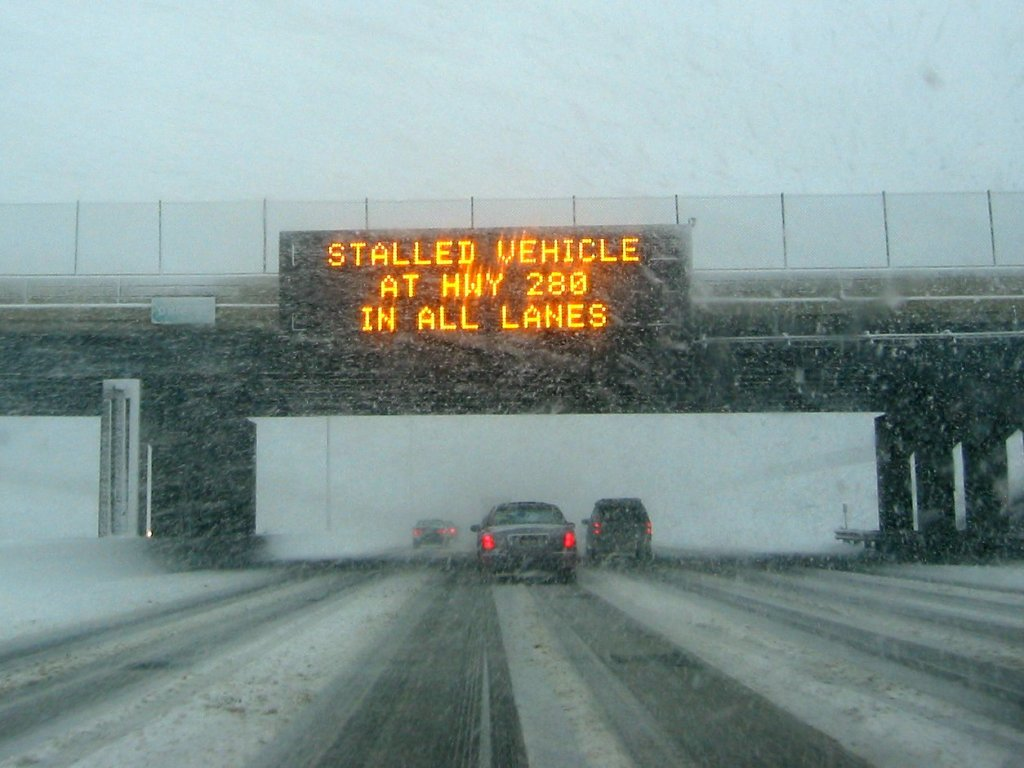
یک تابلوی پیام‌متغیر در بزرگراه میان‌ایالتی ۹۴ در سینت پل، مینه‌سوتا

تابلوی پیام‌متغیر (انگلیسی: Variable-message sign) تابلویی است که اطلاعات لحظه‌ای تردد را نمایش می‌دهد و همچنین کاربران را از وضعیت هوا و اطلاعات مهم دیگر آگاه می‌سازد.